# Chiesa di Santa Maria Fulcorina
La chiesa di Santa Maria Fulcorina era una chiesa prepositurale della Diocesi di Milano. La chiesa, un tempo situata in una piazzetta sull'attuale area attorno a piazza Affari, fu parzialmente demolita nel 1809: demolizione completata più di un secolo dopo per fare spazio al passaggio che porta a piazza degli Affari.
Santa Maria Fulcorina era parrocchia del decanato di Porta Vercellina e venne soppressa il 25 dicembre 1787 all'entrata in vigore del nuovo compartimento territoriale delle parrocchie della città e dei Corpi Santi di Milano.

## Storia e descrizione
Una prima ipotesi circa l'origine della chiesa, il cui titolo oscilla nei secoli fra Santa Maria Folcolina, Santa Maria Falcorina e l'attuale Santa Maria Fulcorina, vuole farla risalire all'anno 810, fondata dal conte Folco o Fulco o Falcuino, da cui deriverebbe il titolo della chiesa. Tuttavia i documenti ufficiali indicano la chiesa fondata nel 1007. Il Morigia, che il Latuada sicuramente leggeva, scriveva nel 1595 che la chiesa avrebbe tratto il nome dal nobilissimo milanese Fulco da cui Santa Maria Fulcolina; secondo il Torre, invece, il gentiluomo sarebbe stato il cavaliere francese chiamato Conte Folco; similmente, sempre secondo il Morigia, nello stesso tempo un altro nobile milanese, Pedone, avrebbe fatto edificare la chiesa di Santa Maria Pedone da lì non distante e una serva, tal Secreta, avrebbe fatto erigere nelle vicinanze la chiesa di Santa Maria Secreta.
Il Torre riferisce che la Collegiata della Falcorina, ai suoi tempi "comunemente detta "Castagnola", secondo alcuni scrittori a lui precedenti fosse stata luogo di appoggio per i primi frati Francescani trasferiti a Milano e che con loro fosse venuto San Francesco in persona che avrebbe occupato una piccola cella o piccolo Camerino ancora esistente ai tempi dello scrittore.
La chiesa originaria era disposta su tre navate, presentava due cappelle e il coro era ornato con un affresco di Pietro Maggi di Sant'Anna. La chiesa fu poi demolita e ricostruita nel 1734 per poi essere sconsacrata il 20 maggio 1798 e non, come invece sostenuto dal Forcella, nel 1799.